# Meier
Der Begriff Meier (Mehre, Meyer, Maier, Mair, Mäher, Mäger, Major, Meiur, Mayer, Meir, Mayr, Meyr, Majer, aus lateinisch maior) bezeichnet ursprünglich einen Amtsträger des adligen oder geistlichen Grundherrn zur Verwaltung des Grundbesitzes („Meierei“), ab dem späteren Mittelalter auch einen Pächter oder selbstständigen Bauern.

## Bezeichnungen
Für den Meier gab es eine Vielzahl regional und zeitlich unterschiedlicher Bezeichnungen wie z. B. Amtmann (Ammann), Amtsschulze, Bauernvogt, Drost, Gutsvogt, Hofbauer, Hofmann, Geißelhofmann, Hofschultheiß, Meiervogt, Schultheiß, Vogt. War der Grundherr ein Kloster, spricht man auch von Klostermeier, Kellerer, Pfleger, Schaffner oder Stiftsamtmann.
Mit maior domus (lat.) bezeichnete man den Obersten des Hauses bzw. des Hausgesindes (Hausmeier). 1338 bezeichnet der Augsburger Bischof einen „Meister Ulrich“ als „unseren Hofmaier“ (Ulrich Hofmaier, aus dem Augsburger Geschlecht der Hofmaier). Als eingesetzter Verwalter des Grundherren war der Maier im Mittelalter der Gutsvogt. In Niedersachsen bezeichnete man auch Pächter von landwirtschaftlichem Boden als Meier.
Johann Christoph Adelung unterscheidet vier unterschiedliche Bezeichnungen und Funktionen für den Meier:
1. Den „Major Domus oder Comes Palatii der Fränkischen Könige, der oberste Pfalzgraf“, der „in den mittlern Zeiten sehr oft unter dem Nahmen des Meiers, Hausmeiers“ vorkommt. „Noch in dem Schwabenspiegel heißt der Churfürst von der Pfalz des heil. Reichs obrister Richter und Hausmeier. In den folgenden Zeiten wurde derjenige vornehme Hofbeamte, welcher jetzt unter dem gleichbedeutenden Nahmen des Hofmeisters bekannt ist, Meier und Hausmeier genannt.“
2. „In den Städten war der Meier, eine der vornehmsten obrigkeitlichen Personen, welche die hohe Gerichtsbarkeit ausübete, und mit den Vögten und Schuldheißen beynahe einerley Amt und Würde hatte, zuweilen aber auch noch denselben verschieden war“.
3. „Der Vorgesetzte der Landwirthschaft so wohl einer ganzen Gegend, als auch eines einzelnen Landgutes, wo es ehedem von mehrern Arten solcher Vorgesetzten gebraucht wurde, und zum Theil noch gebraucht wird. Besonders pflegt man einen Vorgesetzten eines Land- oder Feldgutes, auch wenn es nur ein Bauergut ist, welcher gegen einen jährlichen Lohn die Aufsicht über den Feldbau führet, und der oberste unter den Knechten ist, in vielen Gegenden einen Meier oder Hofmeyer zu nennen. An andern Orten heißt er Vogt, Feldvogt, Schirrmeister, in Böhmen Schaffner, im Pommern Statthalter, in Meißen aber Hofmeister. […] Die Vorgesetzte der Mägde eines Gutes, sie sey nun die Frau des Meiers oder nicht, wird alsdann die Meierinn, Hofmeierinn genannt.“
4. „In noch weiterer Bedeutung sind in vielen Gegenden, besonders Niedersachses und Westphalens, die Meier Besitzer unfreyer Bauergüter, gewisse Erbzinsleute, welche ihr Meiergut oder ihren Meierhof nicht eigenthümlich, sondern nur als einen alle neun Jahre zu erneuernden Erbpacht besitzen, und dem Gutsherren einen gewissen festgesetzten Meierzins entrichten.“

## Funktion des Meiers
Der Meier betrieb für den Grundherrn selbst einen Bauernhof, den Fronhof, beaufsichtigte die Hörigen (villici), welche die dem Fronhof unterstellten Hufen (oder Huben) bewirtschafteten, zog von ihnen die Abgaben für den Grundherrn ein und übte in der Regel als Träger der grundherrlichen Gerichtsbarkeit auch das Hofrecht (Frondienst) aus.
Die Meier waren ursprünglich selbst Hörige; im Laufe des Mittelalters konnten sie oft zu Ministerialen aufsteigen und versuchten, ihr Meieramt zu einem erblichen Lehen zu machen. Im Zuge dieser Entwicklung wurden die Naturalabgaben von den Grundherrn häufig in eine feste, jährliche Geldeinkunft umgewandelt, so dass der Meier oft vom Gutsverwalter zum Pächter wurde. Das Gut hieß dann Meierhof oder Meiergut (Kolonat). Aus dieser bäuerlichen Berufs- und Stellungsbezeichnung bildete sich der häufig anzutreffende Familienname Meier mit seinen orthografischen Varianten.
Im Schweizer Kanton Bern wurde als Meier ein Mitglied der fürstbischöflichen Stadtregierung bezeichnet.

## Bäuerlicher Meier und Meierrecht

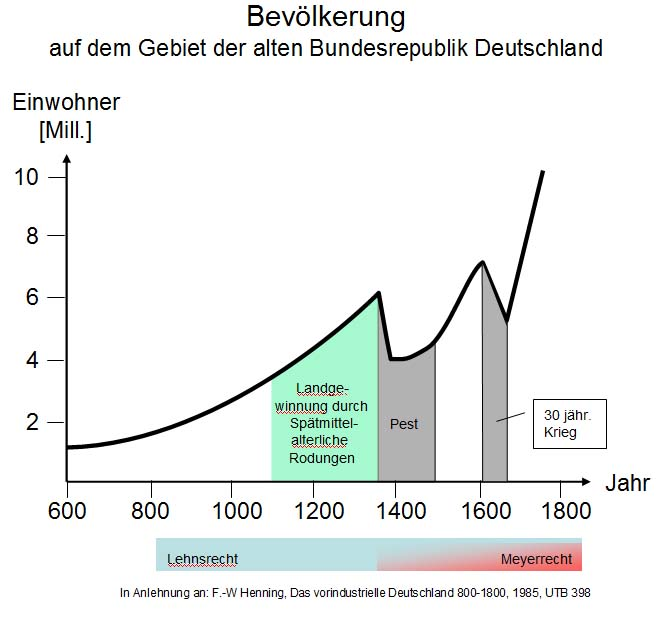
Historische Bevölkerungsentwicklung auf dem Gebiet der alten Bundesrepublik Deutschland

Das historische neuzeitliche Meierrecht regelte die Beziehungen zwischen dem Grundherren (Eigentümer des Landes) und einem Bauern (Bewirtschafter des Landes) als so genanntem „Meier“ (das Hofgut auch „Meierei“ genannt), auch Ackermann, Baumann, Spänner genannt, in einem speziellen Rechtsrahmen.
Bedingt durch die Bevölkerungsrückgänge durch Pest-Epidemien im 16. und während des Dreißigjährigen Krieges im 17. Jahrhundert und die damit entstehenden Wüstungen, wurden danach neue Bauern in vakante Bauernstellen eingesetzt. Diese Bauern konnten neue Pachtverhältnisse zu günstigeren Konditionen durchsetzen als freie Bauern (ohne Leibeigenschaft) und mit vergleichsweise geringer Belastung mit Diensten.

### Ausgestaltung und Ziele
Das Meierrecht wandelte sich im Lauf der Zeit von einem reinen, zeitlich begrenzten Pachtverhältnis, das beim Tode oder Ausscheiden des Bauern zwangsläufig erlosch, zu einem erblichen, dinglichen Recht auf Nutzung fremden Gutes unter der Verbindlichkeit, bestimmte jährliche Leistungen zu entrichten, das Gut richtig zu bewirtschaften und zu bestimmten Zeitpunkten einen neuen Meierbrief zu lösen. Bis zum Ende des 18. Jahrhunderts hatte sich das Meierrecht zum allgemeinen Pachtrecht entwickelt, das nicht nur auf Meierstellen, sondern auf alle Hofgrößen angewendet wurde.
Die Ausprägung der rechtlichen Details unterschied sich in den verschiedenen Regionen Deutschlands aufgrund der vielfältigen Herrschaftsverhältnisse in den deutschen (Klein-)Staaten. Hier werden nachfolgend die typischen Verhältnisse in Niedersachsen und Westfalen dargestellt, wie sie zum Beispiel in der Meierordnung für das Fürstenthum Calenberg (1770) festgelegt waren.
Das Meierrecht hatte als Hauptziel, den Meierhof dauerhaft ungeteilt als wirtschaftliche Einheit und in gutem und ertragsfähigem Zustand zu erhalten, nicht nur bezüglich des dazu gehörenden Landes, sondern auch der Gebäude und Einrichtungen. Gegen die Zahlung eines festen jährlichen Meierzinses in Form von Geld- und Naturalabgaben an den Grundeigentümer übertrug dieser dem Meier das Recht zur Nutzung des Hofes unter bestimmten weiteren Bedingungen. Insbesondere musste der Meier seinen Hof selbst bewirtschaften, er durfte also nicht als reiner Verwalter mehrerer Meiergüter auftreten. Es war ihm verboten, das Meiergut zu beleihen oder zu verpfänden. Er hatte den Hof in gutem Zustand zu erhalten (Bodenfruchtbarkeit, Tiergesundheit, Gebäude und Einrichtungen), was vom Grundeigentümer fortlaufend kontrolliert wurde.
Im Gegenzug war auch der Grundeigentümer an seinen Meier gebunden. Er durfte den vereinbarten Meierzins nicht erhöhen. In bestimmten Sonderfällen, wie Missernten, Viehsterben, Feuersbrunst oder Neubauten musste er zudem auf einen Teil des Meierzinses verzichten oder auch selbst investieren. Das Risiko höherer Gewalt wurde also auf Grundeigentümer und Pächter verteilt.

### Anerbenrecht
Das Meyerrecht sicherte die Existenz des Meierhofes vor allem im Erbfall. Starb der Meier, so fiel das Meiergut komplett mit allen Bestandteilen an einen bevorzugten Erben (den Anerben), in der Regel den ältesten, in manchen Regionen auch den jüngsten Sohn oder eine Tochter, wenn Söhne fehlten. Waren die Kinder beim Tode des Meiers noch minderjährig, konnte das Meiergut bis zur Volljährigkeit des Anerben (25 Jahre) durch einen Interimswirt geführt werden, der häufig auch der zweite Ehemann der Bäuerin war oder wurde und vom Grundbesitzer akzeptiert werden musste. Geschwister konnten nur aus vorhandenem Barvermögen der Eltern und deren freiem Grundeigentum (Allod) abgefunden werden. Dieses Anerbenrecht war von den erstarkenden Landesherrschaften gegen den Willen der Bauern durchgesetzt worden. Das Gegenteil des Anerbenrechts war die Realteilung, bei der alle Kinder eines Bauern erbberechtigt waren und häufig auch zu gleichen Teilen erbten. Realteilung wurde bis zur ersten Hälfte des 16. Jahrhunderts in vielen Regionen und danach noch in den südwestdeutschen Ländern praktiziert. Sie führte zur systematischen Verkleinerung der Höfe bis hin zur völligen Zersplitterung.
In der Praxis des Anerbenrechts waren die Abfindungen der weichenden Erben das größte Risiko für die Erhaltung des Meierhofes, wenn Vermächtnisse der Altenteiler an die nicht erbberechtigten Kinder dem Anerben und damit dem Hof zu viele freie Mittel entzogen.

### Be- und Abmeierung
Die Einsetzung oder „Bemeierung“ eines Bauern durch den Grundbesitzer erfolgte auf neun Jahre und musste in einem Meierbrief dokumentiert werden. Darin waren die Lage und Ausstattung des Hofes, der dazugehörigen Äcker, Wiesen, Weiden, Häuser, Scheunen usw. detailliert zu beschreiben. Auch wurde der Meierzins in Form von Naturalabgaben in Menge und Qualität bestimmt. Jede Ausstellung des Meierbriefes wurde dem Grundeigentümer durch den sogenannten Weinkauf des neuen Meiers bezahlt.
Grundsätzlich war es für den Grundeigentümer sehr schwer, sich von seinem Meier zu trennen. Die Abmeierung, das heißt der Entzug des Meiergutes durch den Grundeigentümer, war nur bei Fehlverhalten möglich, das den Fortbestand des Meierguts gefährdete. Dazu gehörten Versäumnisse oder Unterlassungen in der Bewirtschaftung des Gutes, Konkurs des Meiers, Rückstände in der Zahlung des Meierzinses, Substanzangriff auf das Meiergut oder der Vorwurf, ein „untauglicher Hauswirt“ zu sein, insbesondere bei Trunksucht.
Das brachte dem Meier Sicherheit hinsichtlich des Hofes und der Abgaben. Das im 16. Jahrhundert durch Aufkauf bäuerlicher Betriebe von Landesherren oder Adeligen praktizierte Bauernlegen war kaum noch möglich. Andererseits konnten aber durch Bestimmungen des Meierbriefes auch die Nutzungsrechte des Meiers so weit eingeschränkt werden, dass dieser ökonomisch kaum noch handlungsfähig war.
Zusätzlich zu den Pachtbelastungen hatten die Meier im Rahmen der dörflichen Flur die verhassten doppelten Zehntabgaben an den Landesherrn und die Kirche zu entrichten. Für den Landesherrn waren weitere Spann- und Fuhrdienste (Landreisen) und andere ungemessene, das heißt quantitativ nicht definierte, Dienste zu leisten.

### Größe von Meierhöfen
Die Größe der Meierhöfe und deren Ausstattung mit Land war ursprünglich so gewählt, dass zwei Familien mit ausschließlich landwirtschaftlicher Produktion auf und von dem Hof leben konnten, nämlich der Meier als aktiver Bauer mit seiner Familie und dessen Eltern. Diese wurden als Altenteiler mit vom Hof ernährt und versorgt, was aber auch im Sinne der Erhaltung der Leistungsfähigkeit des Hofes war: Sie konnten und sollten ihre verbliebene Arbeitskraft und ihr Erfahrungswissen mit einbringen und weitergeben. Im Falle der Einziehung des Meiers zum Kriegsdienst oder seinem Ausfall durch Tod konnten die Altenteiler einspringen, bis die nächste Generation bereit war.
Unter den Bedingungen der Dreifelderwirtschaft (Sömmerung, Winterung, Brache) wurden anfangs in Norddeutschland üblicherweise zwei Hufen Landes (2×3×10 Morgen) also 60 Morgen (15 ha) Land als eine „Vollmeier“-Stelle ausgegeben. Größere Meierhöfe konnten auch über vier Hufen verfügen.
Mit abnehmender Verfügbarkeit neuen Landes sank die Landfläche neuer Stellen, die zu Meierrecht ausgegeben wurde, auf ein bis zwei Hufen Landes (1 Hufe = 30 Morgen = 7,5 ha).
- Vollmeier waren die größten Bauernhöfe der Dörfer; der Ackerbesitz bestand meist aus 2 bis 4 Hufen. Sie mussten mit einem Vollgespann aus vier Pferden Feld- und Fahrdienste leisten.
- Halbmeier hatten dagegen zwei Hufe,
- Viertelmeier (auch Höflinge genannt) eine Hufe Landbesitz (je nach Region 25 bis 30 Morgen). Diese beiden Bauernklassen waren mit einem Halbgespann aus zwei Pferden dienstpflichtig.

### Ende des Meierrechts
Anstöße zur Überwindung des Meierverhältnisses im 19. Jahrhundert kamen von gelehrten Experten, die mit Untersuchungen und Studien, auch im Vergleich zum führenden England, aufzeigten, wie Landesentwicklung und Staat durch rationellere Formen der Landwirtschaft gefördert werden könnten. Den entscheidenden Impuls zur Bauernbefreiung gab aber die Französische Revolution (1789), in der zunächst in Frankreich feudale Abhängigkeiten aufgehoben wurden. Unter dem Druck, revolutionäre Tendenzen wie in Frankreich zu vermeiden, wurde 1799 zunächst in Preußen die Leibeigenschaft der Bauern aufgehoben. Die Besetzung einiger Teile Deutschlands (1807–1813) durch Napoleon (Königreich Westphalen) verbreitete die Ideen der Revolution. Unter diesem politischen Druck wurde 1807 in Preußen mit dem Oktoberedikt die Erbuntertänigkeit der Bauern aufgehoben und 1811 mit dem Regulierungsedikt die Ablösung der Lasten geregelt, allerdings zunächst nur für die Gutsherrschaften. Im Königreich Hannover wurde erst 1831 das Ablösungsgesetz und 1833 die Ablösungsverordnung erlassen.
Bauern konnten gegen eine Geldzahlung ihre verschiedenen Dienstpflichten ablösen und Eigentümer der von ihnen bewirtschafteten Ländereien werden. Die Ablösesumme betrug das 18- bis 25fache der bisherigen jährlichen Zahlungen. Die praktische Durchführung der Ablösungen wurde durch Gründung von Landeskreditanstalten beschleunigt, die ablösewilligen Bauern Kredite gewährten.
Damit war die Trennung zwischen Landbesitz und Landbewirtschaftung und die Grundlage des Meierverhältnisses verschwunden. Die Reformen wurden durch die rasch zunehmende Industrialisierung und den Eisenbahnbau begünstigt, welche den bisherigen Landbesitzern alternative und zudem lukrativere Anlagemöglichkeiten ihrer Ablösungseinnahmen außerhalb der Landwirtschaft boten.

### Abgrenzung zum Lehnswesen
Vor der Einführung des Meierrechts waren Bauernstellen Teil des mittelalterlichen (römischen-fränkischen) Villikationssystems, in dem leibabhängige, hörige Bauern umfangreiche Frondienste leisteten und vom Grundherrn zugeteilte Flächen bewirtschafteten. Das Lehnswesen hatte sich aus dem germanischen Gefolgschaftswesen und dem römischen Klientelwesen entwickelt. Hohe Bedeutung hatte der Personenverband zwischen den Hörigen und dem Grund- und Leibherrn; dieser hatte jene zu schützen, jene  diesem zu dienen.
Die Hörigen leisteten vielfältige Dienste für ihren Schutzherrn, in erheblichem Umfang insbesondere zur Errichtung und zum Unterhalt von Verteidigungsanlagen (Burgveste) und Infrastruktur und zur Bewirtschaftung der Amtshöfe, sie hatten aber nur geringe Zins-Abgaben aus der Landbewirtschaftung zu entrichten. Aufgrund dieses engen und älteren, persönlichen Verhältnisses zum Grund- und Leibherrn waren diese Stellen von Anfang an in der Bauernfamilie vererbbar. Weil die Grundherren die Verwaltung dieser Stellen häufig einem (Amts-)Vogt überließen, wurden die Stellen auch als „Vogtgüter“ bezeichnet.